# Димитър Церовски
Димитър Георгиев Иванов (Димитър Церовски) е български краевед и общественик.

## Биография
Роден е на 16 ноември 1985 г. в Монтана в семейството на Георги Тодоров Иванов и Йорданка Димитрова Иванова. Бащата Георги е роден в Берковица, с родови корени от с. Костенци, Берковско, а майката Йорданка е родена в Монтана, с родови корени от с. Горно Церовене и с. Живовци, Монтанско. Димитър Церовски има сестра – Камелия.
С краезнание се занимава от 1998 г., а от 2005 г. е член на Дружеството на краеведите в Монтана. Димитър Церовски не само изучава родния край, но активно издирва и събира различни артефакти и документи, свързани с родния край, основно със селата Живовци и Горно Церовене. От 1999 г. е постоянен дарител на Регионален исторически музей – Монтана, като до момента има дарени над 800 експоната. За дарените експонати, през 2007 и 2009 г. Музеят го удостоява със свидетелства, с които изказва своята благодарност „..за обогатяване на музейния фонд и опазване на културните ценности“.
Димитър Церовски е и сред дарителите на документи на Държавен архив – Монтана и на Държавния военноисторически архив – Велико Търново, за което е удостоен с благодарствени грамоти през 2014 и 2017 г. За дарените дигитални копия на стари снимки и материали на Научния архив на Института по етнология и фолклористика с етнографски музей при Българската академия на науките през 2011 г. получава благодарствено писмо.
През 2010 г. работи на разкопките на раннохристиянската базилика в местността „Калето над Монтана с научен ръководител доц. д-р Гергана Кабакчиева. Четири години по-късно, през 2014 г., е стажант-археолог при разкопките на тракийската могила в с. Драгоил, общ. Драгоман, с научен ръководител археологът Диана Димитрова, които са част от българската археологическа експедиция ТЕМП (Траколожка експедиция за могилни
проучвания), чийто основател и дългогодишен ръководител е археологът и траколог, проф. д-р Георги Китов.
Интересът му към миналото на с. Живовци е забелязан от местните журналисти и той е поканен за участие в документалните филми за селото, заснети от местната кабелна телевизия „Монт-7“ през 1998 и 2000 г.
Димитър Церовски публикува някои от своите проучвания за родовете и поминъка на жителите от селата Живовци и Горно Церовене в периодичния печат, участва с научни съобщения в краеведски четения, организирани от Дружеството на краеведите в Монтана.
През 2013 г. в експозиционната зала на Регионален исторически музей – Монтана са показани пред обществеността документи, снимки и артефакти, свързани със с. Живовци. През 2017 г., съвместно с Държавен архив – Монтана организират документална изложба под наслов: „Потопеното село Живовци в документи и снимки“, като в изложбата са експонирани, както документи и снимки от личния архив на Димитър Церовски, така и документи за с. Живовци, съхранявани във фондовия комплекс на архива.
В резултат на своята краеведска, генеаложка и изследователска дейност Димитър Церовски издава книгите: „Нашите потопени живовски корени“ (2012); „Горноцеровските ни предци“ (2013); „Знатният род Първановци от село Горно Церовене“ (2017); „Санитарна анкета на с. Горно Церовене“, (2019); "Из миналото на село Живовци" (2020) - албум; "Един прекършен живот" (2024); "Бележки из историята на църквата "Света Троица" в село Костенци,  община Берковица" (2025).   
За активната си краеведска дейност, през 2014 г., Димитър Церовски е удостоен с почетна грамота от Съюза на краеведите в България.